# 記述
| ウィキペディアには「記述」という見出しの百科事典記事はありません（タイトルに「記述」を含むページの一覧/「記述」で始まるページの一覧）。 代わりにウィクショナリーのページ「記述」が役に立つかもしれません。 |